# Felix von Mikulicz-Radecki
Felix von Mikulicz-Radecki (* 17. Juli 1892 in Breslau; † 27. März 1966 in Sibichhausen) war ein deutscher Gynäkologe und Hochschullehrer.

## Leben

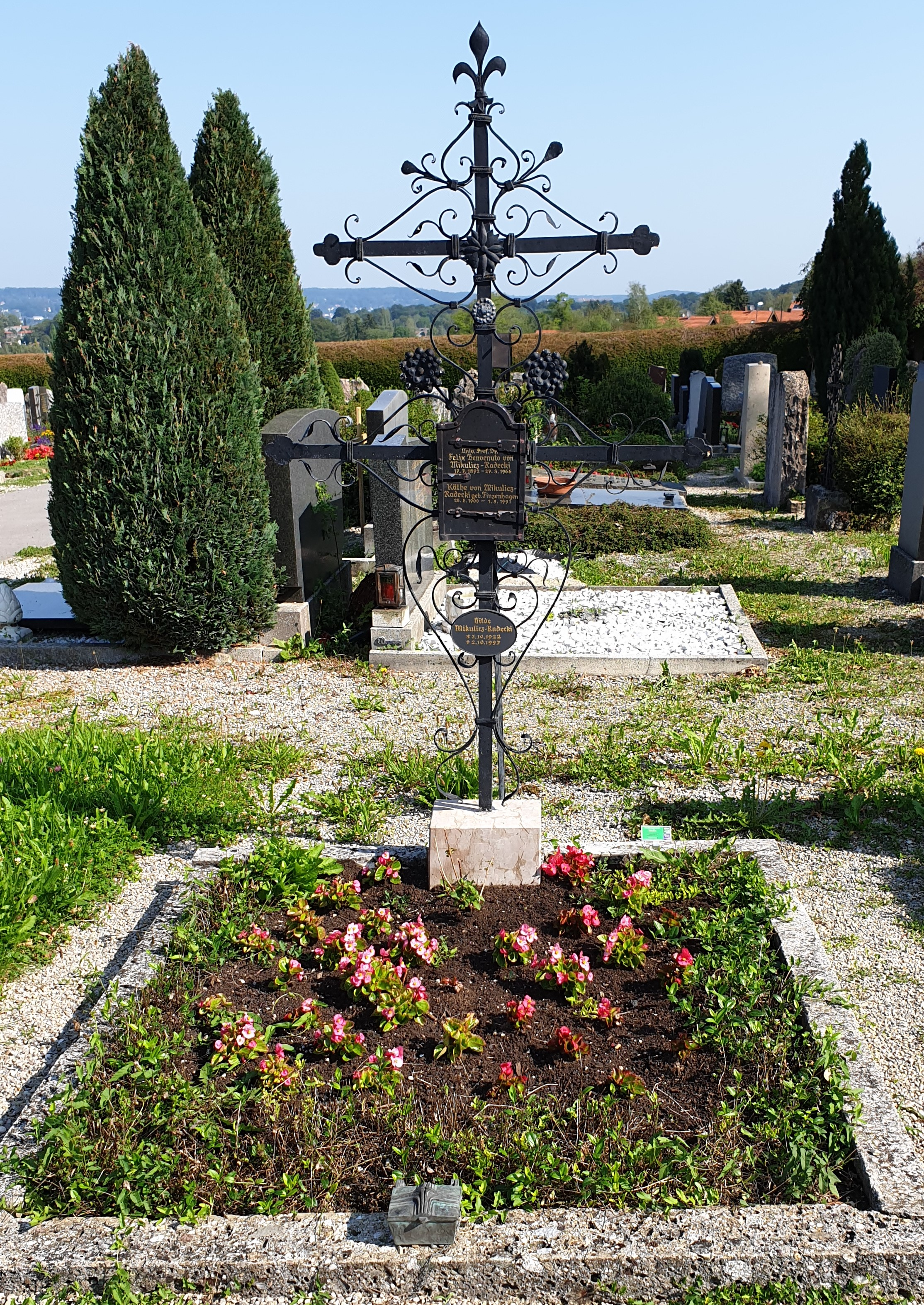
Grabstätte auf dem Friedhof in Aufkirchen

Der Sohn des Chirurgen Johann von Mikulicz, besuchte die Kieler Gelehrtenschule, studierte Medizin in Kiel, Bonn, Paris und Freiburg. Dort promovierte er 1920 bei Walter Stoeckel zum Dr. med. Im Dezember 1921 heiratete er Katharina Finzenhagen aus Magdeburg. Dieser Ehe entstammten die Töchter Hilde Therese (1922–1997), Maria (1924–1971), Katharina (1928–2015) und Barbara (1935–2019) und der Sohn Johann-Georg (1936–2001), der Internist in Leimen wurde.
1925 an der Universität Leipzig habilitiert, wurde er 1929 Extraordinarius für Gynäkologie und Geburtshilfe an der Charité in Berlin. 1933 folgte er dem Ruf der Albertus-Universität Königsberg auf den Lehrstuhl seines Fachs.
Zum 1. Mai 1933 trat er der NSDAP bei (Mitgliedsnummer 1.846.337), er schloss sich auch der SA, dem NS-Ärztebund und NS-Dozentenbund an. 1936 publizierte er zusammen mit Karl Heinrich Bauer das Lehrbuch Die Praxis der Sterilisierungsoperationen. „Als führender Lehrbuchautor beschrieb er die Praxis der Sterilisationsoperation, spielte dabei durch geschönte Rechnungen die Mortalität dieses Eingriffs mit Eröffnung der Bauchhöhle herunter und förderte und legitimierte so die menschenverachtende Praxis. Die von ihm selbst durchgeführten Zwangssterilisationen publizierte er in Aufsätzen.“ Bei den Zwangssterilisationen unternahm er auch während der Operation Forschungen zum Eiauffangmechanismus, was auch der effektiveren Sterilisierung diente. Dazu wurden Hormoninjektionen vor dem Eingriff gegeben und Hystero-Kontrast-Salpingographien und Kürettagen vorgenommen. Zu seinen Assistenzärzten zählte Carl Clauberg, der sich bei ihm habilitierte.
Nach dem Ende des Zweiten Weltkriegs wurde er 1948 Gastprofessor an der Christian-Albrechts-Universität zu Kiel und von 1950 bis 1953 Chefarzt am St. Franziskus-Hospital in Flensburg. Von 1953 bis 1961 war er ordentlicher Professor für Gynäkologie und Geburtshilfe an der Freien Universität Berlin.
Er setzte sich als Schlesier 1964 bei den Vertriebenen dafür ein, den Verlust der Ostgebiete des Deutschen Reiches zu akzeptieren.

## Ehrungen
Er war Dr. med. h. c. der Universität Quito.

## Schriften (Auswahl)
Als Autor:
- Über den Einfluß der Desinfektion der äußeren Genitalien auf das Wochenbettfieber. Bollmann, Kiel 1920 (Dissertation, Universität Kiel, 29. Oktober 1920).
- Experimentelle Untersuchungen über Tubenbewegungen. In: Archiv für Gynäkologie. Bd. 128 (1926), H. 1/2, S. 318–362, doi:10.1007/BF01942203 (Habilitationsschrift, Universität Leipzig, 10. Juli 1925).
- Gynäkologische Operationen. Barth, Leipzig 1933; 3. Auflage 1963.
- mit Karl Heinrich Bauer: Die Praxis der Sterilisierungsoperationen. Barth, Leipzig 1936 (erschienen 1935).
- Die Eiauffangmechanismus bei der Frau und seine Bedeutung für die Sterilität. Niemeyer, Halle 1937.
- Geburtshilfe des praktischen Arztes: Ein Lehrbuch für Studierende und Ärzte. Barth, Leipzig 1941; 7. Auflage: Geburtshilfe in Praxis und Klinik: Ein Lehrbuch für Studierende und Aerzte. 1966.

Er war Mitautor am Lehrbuch der Geburtshilfe von Walter Stoeckel (4. Auflage 1935).
Als Herausgeber:
- mit Benno Ottow: Festschrift für Walter Stoeckel, Direktor der Universitätsfrauenklinik Berlin, Geheimer Medizinalrat, zu seinem 60. Geburtstage dargebracht von seinen Schülern (= Zentralblatt für Gynäkologie. Jg. 55 (1931), Nr. 11 a). Barth, Leipzig 1931.
- mit Benno Ottow: Festschrift für Walter Stoeckel, Direktor der Universitätsfrauenklinik Berlin, Geheimer Medizinalrat: Zu seinem 70. Geburtstag (= Zentralblatt für Gynäkologie. Jg. 65 (1941), Nr. 11). Barth, Leipzig 1941.
- Früherkennung und Behandlung des weiblichen Genitalcarcinoms, dargestellt in einzelnen Vorträgen. Enke, Stuttgart 1957.
- Almanach für die Frauenheilkunde. 2. Ausgabe. Lehmann, München 1964.